# Cleistanthus sarawakensis
Cleistanthus sarawakensis är en emblikaväxtart som beskrevs av Eugene Jablonszky. Cleistanthus sarawakensis ingår i släktet Cleistanthus och familjen emblikaväxter. Inga underarter finns listade i Catalogue of Life.